# Tóth György (jogász)
Tóth György (Bölön, 1871. május 20. – Budapest, 1942. február 19.) erdélyi származású magyar jogász, jogi szakíró.

## Életútja
Középiskoláit a kolozsvári Unitárius Kollégiumban végezte, majd felsőfokú tanulmányokat folytatott ugyanott, a Teológiai Akadémián s jogi tanulmányokat a kolozsvári egyetemen. Ott szerzett jogi doktorátust is. 1897-től Déván törvényszéki aljegyző; itt munkatársa volt a Déva és Vidéke c. lapnak. 1901-től bírósági szolgálatot teljesített Nagyszebenben, majd albíró volt Besztercén, 1908-tól törvényszéki bíró Kolozsváron. 1910-től az EME Jogi Szakosztályának titkára. Mivel 1919-ben megtagadta a román hatalom által elvárt hűségeskü letételét, elvesztette állását. 1920–22 között a kolozsvári Magyar Kereskedelmi Iskola tanára; repatriálásáig (1923) az unitárius egyház referense. Ezután a budapesti ítélőtáblánál bíró; 1925–41 között kúriai bíró. Egyházjogi dolgozatait a Keresztény Magvető közölte.

## Fontosabb munkái
- A döntvényjog (Kolozsvár, 1909);
- A közbirtokosságok mint jogi személyek (Kolozsvár, 1912);
- Az unitárius egyház szervezete (Kolozsvár, 1921);
- Az unitárius egyház rendszabályai 1626–1850 (Kolozsvár, 1922);
- Az unitárius egyházi törvények gyűjteménye (Kolozsvár, 1922);
- Az Unitárius Egyház Alkotmányának vázlatos jogtörténeti kifejlődése (Kolozsvár, 1933);
- Új világ küszöbén (Kolozsvár, 1934. Keresztény Magvető Füzetei).